# Tulipa cretica
Tulipa cretica ist eine Pflanzenart aus der Gattung der Tulpen (Tulipa) in der Familie der Liliengewächse (Liliaceae).

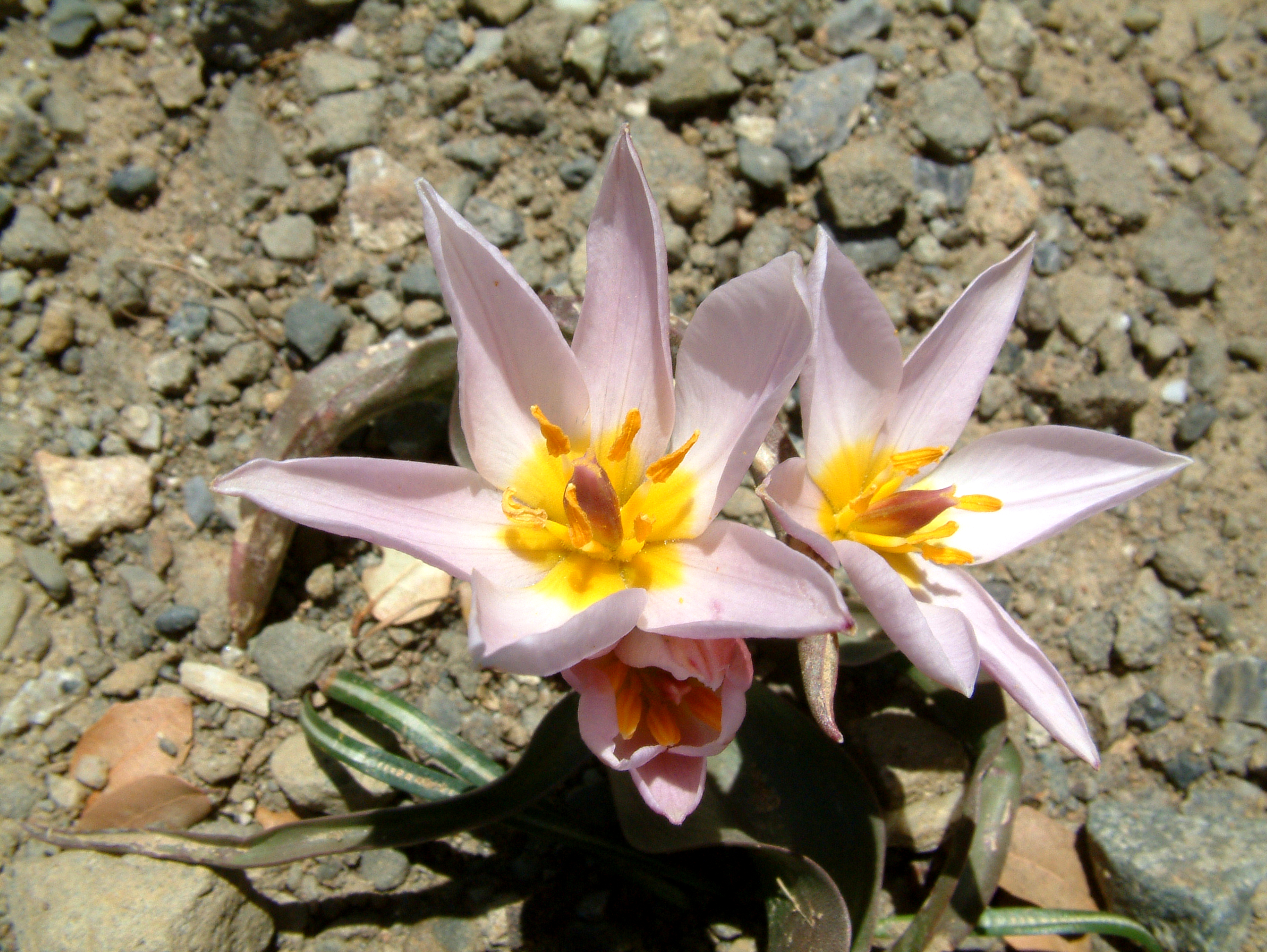
Tulipa cretica

## Merkmale
Tulipa cretica ist eine ausdauernde krautige Pflanze, die Wuchshöhen von 7 bis 12 Zentimetern erreicht. Dieser Geophyt bildet Zwiebeln als Überdauerungsorgane aus. Die mehr oder weniger flachen Laubblätter mit glänzender Oberseite sind bis zu 15 Millimeter breit. 
Es sind meist ein bis zwei, selten drei Blüten vorhanden. Die 15 bis 32 Millimeter großen Blütenhüllblätter sind weiß, rosa oder purpurn überlaufen und außen grünlich sowie innen am Grund matt gelb gefärbt. Die Staubbeutel sind 1,5 bis 3 Millimeter groß.
Die Blütezeit reicht von März bis Mai.

## Vorkommen
Tulipa cretica ist auf Kreta endemisch. Die Art wächst in der Phrygana, auf Felsen und auf Schutthalden in Höhenlagen von 0 bis 2100 Metern.

## Taxonomie
Tulipa cretica wurde 1854 von Pierre Edmond Boissier und  Theodor Heinrich Hermann von Heldreich in Diagnoses Plantarum Orientalium novarum Serie 1, Band 13, Seite 19 erstbeschrieben. Ein Synonym ist Tulipa sylvestris var. cretica (Boiss. & Heldr.) Regel.